# Bulbophyllum morenoi
Bulbophyllum morenoi é uma espécie de orquídea (família Orchidaceae) pertencente ao gênero Bulbophyllum. Foi descrita por Roberto Vásquez em 1989.